# Monte Castellaccio (Appennino tosco-romagnolo)
Il monte Castellaccio (833 m) è un rilievo dell'Appennino tosco-romagnolo, situato su un confine sia geografico che politico:
- geografico: segna lo spartiacque tra la valle del fiume Senio (a est) e del fiume Santerno (a ovest), quindi tra Appennino faentino e Appennino imolese;
- politico: segna il confine tra le province di Ravenna (a est) e di Bologna (a ovest).

Il monte Castellaccio è la seconda vetta più alta della provincia di Ravenna e fa parte di un complesso montuoso che inizia da monte Faggiola, nella Romagna toscana, e si conclude in pianura, presso Castel Bolognese, annoverando le cime di monte Macchia dei Cani e di monte Battaglia (715 m). Appartengono al complesso montuoso i seguenti rilievi: 
- monte Faggiola (1031 m);
- monte Macchia dei Cani (968 m);
- monte Castellaccio (833 m);
- monte della Croce (733 m).